# Gheorghe Sarău
Gheorghe Sarău (* 21. dubna 1956 Segarcea-Vale, Rumunsko) je rumunský jazykovědec se specializací na romštinu. Je autorem několika romských učebnic a hraje důležitou roli v procesu standardizace romštiny.
Studoval na Fakultě cizích jazyků a literatury na Bukurešťské univerzitě, Ruskomaďarskou katedru. Studium ukončil v roce 1983. Na škole studoval bulharštinu, španělštinu, němčinu, angličtinu a francouzštinu. Později se přes knihu „Romové“ od Jeana Vaillanta dostal k romštině, které se začal věnovat. Vydal velké množství článků o tomto jazyku a spolupracoval na množství národních i mezinárodních konferencí na toto téma.